# Collegevorming
Collegevorming is in Nederland het proces om te komen tot een College van burgemeester en wethouders van een gemeente of College van Gedeputeerde Staten van een provincie. De collegevorming is te vergelijken met de kabinetsformatie op landelijk niveau. Collegevorming vindt doorgaans plaats na respectievelijk gemeenteraadsverkiezingen en Provinciale Statenverkiezingen, maar kan tussentijds plaatsvinden na de val van een college.

## Verloop
De collegevorming begint de dag na de verkiezingen. In veel gevallen wijst de gemeenteraad of de Provinciale Staten een informateur of verkenner aan. De grootste partij draagt deze doorgaans voor.

### Akkoord
In de meeste gemeenten en provincies is er sprake van een coalitieakkoord tussen een aantal partijen die een meerderheid hebben. In sommige gemeenten en provincies wordt gekozen voor een raadsbreed akkoord. De (vrijwel) gehele gemeenteraad of Provinciale Staten wordt het dan eens over de hoofdlijnen van het beleid dat het college moet vormen. De bestuurders kunnen dan wel nog afkomstig zijn van een kleinere coalitie van partijen. Er kan echter ook een afspiegelingscollege gevormd worden waarin alle partijen evenredig vertegenwoordigd zijn in het college.

### Bestuurders
Na het bereiken van een akkoord worden de bestuurders geselecteerd. In provincies zijn dit gedeputeerden en in gemeenten wethouders. Partijen hebben doorgaans de wethouders al voor de verkiezingen op het oog. In sommige gemeenten wordt er een integriteitsonderzoek gedaan naar de kandidaat.

## Duur
De gemeentelijk collegevormingen duren sinds 2014 steeds langer. De langste gemeentelijke collegevorming was dat van Vlieland in 2022; in totaal 229 dagen.